# ヤイア・フォファナ
ヤイア・フォファナ（Yahia Fofana, 2000年8月21日 - ）は、フランス・パリ出身のプロサッカー選手。コートジボワール代表。アンジェSCO所属。ポジションはゴールキーパー。

## 経歴

### クラブ
パリで生まれ、レッドスターの下部組織に所属した後、2015年にル・アーヴルへと移った。2018年11月17日、クープ・ドゥ・フランスのASガマシュ戦に先発出場し、トップチームデビュー。2019年7月4日、トップチームと初のプロ契約を交わした（2022年まで）。
2021年1月30日、シャムワ・ニオルテ戦で先発したGKのマチュー・ゴルジョランが退場したため、37分から交代でピッチに入り、リーグ・ドゥ初出場。この試合を守り抜いてアウェイで勝ち点1を得た。2021-22シーズンにはポール・ル・グエンの信頼を勝ち取り、正GKの座に就いた。リーグ戦35試合に出場し、第12節のカーン戦では前線に送ったロングフィードに相手ディフェンダーが対応しきれず、このボールを受けたパプ・イブヌ・バが得点し、プロ初アシストを記録した。
国内外のクラブから関心を寄せられる中、ル・アーヴルとの契約を延長せず、2022年7月1日に4年契約でアンジェに移籍。ローン移籍から復帰したポール・ベルナルドーニと正GKの座を争う形となり、シーズン開幕時点ではベルナルドーニが優先的に起用された。しかし第6節を終えて未勝利、計17失点と低迷したこともあり、9月11日、第7節のモンプリエ戦でリーグ・アン初出場を果たし、このシーズン初勝利に貢献した。しばらくゴールマウスを守り続けたが、膝を痛めて12月の中断期間に半月板の手術を受けしばらく離脱したことで、再びベルナルドーニの控えに回ったが、リーグ戦最後の3試合には先発出場した。
2023-24シーズン、クラブはリーグ・ドゥに降格したが、自身は正GKの座を取り戻した。

### 代表
2017年、U-17フランス代表に召集され、U-17欧州選手権に出場。控えGKのポジションであったが、5位決定戦のハンガリー戦にはフル出場した。数か月にはU-17ワールドカップのメンバーにも選出され、この大会では正GKとして全試合にフル出場した（ベスト16でスペインに敗戦）。
フランスの世代別代表の常連であったが、2023年8月、コートジボワール代表監督のジャン＝ルイ・ガセットの説得に応じ、A代表はコートジボワールを選択。9月9日、アフリカネイションズカップ予選のレソト戦でコートジボワール代表初キャップを記録した。

## 個人成績

### クラブ
| 国内大会個人成績 | 国内大会個人成績 | 国内大会個人成績 | 国内大会個人成績 | 国内大会個人成績 | 国内大会個人成績 | 国内大会個人成績 | 国内大会個人成績 | 国内大会個人成績 | 国内大会個人成績 | 国内大会個人成績 | 国内大会個人成績 |
| 年度             | クラブ           | 背番号           | リーグ           | リーグ戦         | リーグ戦         | リーグ杯         | リーグ杯         | オープン杯       | オープン杯       | 期間通算         | 期間通算         |
| 年度             | クラブ           | 背番号           | リーグ           | 出場             | 得点             | 出場             | 得点             | 出場             | 得点             | 出場             | 得点             |
| フランス         | フランス         | フランス         | フランス         | リーグ戦         | リーグ戦         | F・リーグ杯      | F・リーグ杯      | フランス杯       | フランス杯       | 期間通算         | 期間通算         |
| ---------------- | ---------------- | ---------------- | ---------------- | ---------------- | ---------------- | ---------------- | ---------------- | ---------------- | ---------------- | ---------------- | ---------------- |
| 2017-18          | ル・アーヴル     | 40               | リーグ・ドゥ     | 0                | 0                | 0                | 0                | 0                | 0                | 0                | 0                |
| 2018-19          | ル・アーヴル     | 30               | リーグ・ドゥ     | 0                | 0                | 0                | 0                | 1                | 0                | 1                | 0                |
| 2019-20          | ル・アーヴル     | 30               | リーグ・ドゥ     | 0                | 0                | 1                | 0                | 0                | 0                | 1                | 0                |
| 2020-21          | ル・アーヴル     | 30               | リーグ・ドゥ     | 3                | 0                | -                | -                | 1                | 0                | 4                | 0                |
| 2021-22          | ル・アーヴル     | 30               | リーグ・ドゥ     | 35               | 0                | -                | -                | 0                | 0                | 35               | 0                |
| 2022-23          | アンジェ         | 30               | リーグ・アン     | 11               | 0                | -                | -                | 0                | 0                | 11               | 0                |
| 2023-24          | アンジェ         | 30               | リーグ・ドゥ     |                  |                  | -                | -                |                  |                  |                  |                  |
| 通算             | フランス         | フランス         | リーグ・ドゥ     | 38               | 0                | 1                | 0                | 2                | 0                | 41               | 0                |
| 通算             | フランス         | フランス         | リーグ・アン     | 11               | 0                | -                | -                | 0                | 0                | 11               | 0                |
| 総通算           | 総通算           | 総通算           | 総通算           | 49               | 0                | 1                | 0                | 2                | 0                | 52               | 0                |

### 代表
| コートジボワール代表 | 国際Aマッチ | 国際Aマッチ |
| 年                   | 出場        | 得点        |
| -------------------- | ----------- | ----------- |
| 2023                 | 6           | 0           |
| 通算                 | 6           | 0           |